# Aster Aweke
Aster Aweke (en amhárico: አስቴር አወቀ?, ʾAster ʾAwäḳä) es una cantante etíope, nacida en 1959, que vivió en los Estados Unidos de 1981 a 2009, y que luego regresó a su país natal donde siguió siendo muy popular.

## Biografía
Aster nació en 1959 en Gondar (Etiopía). Creció en Adís Abeba, la capital, donde su padre era un alto funcionario del gobierno imperial.
A la edad de 13 años, Aster decidió convertirse en músico, y comenzó su carrera en el Teatro Hager Fikir en Addis Abeba. En su adolescencia, actuó en clubes y hoteles de la capital con grupos como la Continental Band, Hotel D'Afrique Band, Shebele Band e Ibex Band. Desde 1978, cantó con la Roha Band, entonces la orquesta número uno del país. Su estilo está influenciado por otros cantantes etíopes, como Bizunesh Békélé. Luego se embarcó en una carrera en solitario, animada por el productor Ali Tango, y lanzó cinco casetes y dos sencillos de su música.
En 1981, decepcionada por los acontecimientos políticos en Etiopía y el clima de opresión política que siguió a la muerte de Haile Selassie, Aster Aweke abandonó el país y se instaló en los Estados Unidos. Después de vivir temporalmente en el área de la bahía de San Francisco en California, se trasladó a Washington D. C., donde se encuentra una de las comunidades de expatriados etíopes más grandes de los Estados Unidos. Se hizo cada vez más popular dentro de esta comunidad. También se embarcó en una carrera internacional. Actuó en Inglaterra  y en Francia, donde fue invitada en 1989 al festival Printemps de Bourges. Durante este período se benefició de la atracción de la música del mundo.
El Aster Aweke también sigue siendo popular en Etiopía. En 1997, tocó en Addis Abeba ante un público de más de 50 000 personas. En 2003, participó en dos conciertos para recaudar fondos para la ayuda humanitaria y la educación en Etiopía. El primer concierto tuvo lugar en noviembre, durante el Eid al-Fitr, en el estadio de Addis Abeba, con una audiencia de 40 000 personas. La segunda fue una cena de gala en el Hotel Sheraton. En 2009, se trasladó de forma permanente a Addis Abeba1. El 9 de mayo de 2009, tocó ante una multitud de 10 000 espectadores en el concierto Peace Through Unity, junto con otros músicos etíopes. El 24 de julio de 2019 publicó un nuevo álbum.

## Discografía

### Principales álbumes como solista
- 1989 Aster (Triple Earth Records/Columbia/CBS Records)[5]
- 1991 Kabu (Triple Earth Records/Columbia/Sony Music Entertainment Records)[5]
- 1993 Ebo (Barkhanns)
- 1997 Live in London (Barkhanns)
- 1999 Hagere (Kabu Records)
- 2002 Sugar (Kabu Records)
- 2004 Asters Ballads (Kabu Records)
- 2006 Fikir (Kabu Records)
- 2010 Checheho (Kabu Records)
- 2013 Ewedhalew (Kabu Records)

### Otras contribuciones artísticas
- 1994 Ethiopian Groove - The Golden Seventies (Buda Musique)
- 1999 Unwired: Acoustic Music from Around the Worldt (World Music Network)
- 2004 The Rough Guide to the Music of Ethiopia (World Music Network)